# Ludmila Dukhovnaya
 (novembre 2022).
Lyudmila Dukhovnaya (en azéri : Lyudmila Semyonovna Duxovnaya ; née le 23 octobre 1944 à Bakou, RSS d'Azerbaïdjan, URSS) est une actrice de théâtre et de cinéma soviétique et azerbaïdjanaise, Artiste du peuple de l'Azerbaïdjan (1991).

## Biographie
En 1965, elle est diplômée de l'Institut national des arts d'Azerbaïdjan M. A. Aliyev.
De 1964 à nos jours est dans la troupe du théâtre dramatique russe académique d'État d'Azerbaïdjan nommé d'après Samed Vurgun.   
L. Dukhovnaya a joué plus de 120 rôles. Elle a une fille et trois petits-enfants.

## Récompenses et prix
- Ordre de la Gloire (23 octobre 2019) - pour ses mérites dans le développement de l'art théâtral en Azerbaïdjan.
- Artiste du peuple de l'Azerbaïdjan (22 mai 1991) - pour ses mérites dans le développement de l'art théâtral soviétique azerbaïdjanais
- Artiste émérite de la RSS d'Azerbaïdjan (10 janvier 1978) - pour ses services dans le développement de l'art théâtral soviétique[3].
- Lauréat du prix de théâtre Dervish d’or (1996).
- Lauréat du Prix Humay (2005).
- Lauréat du diplôme du premier festival international de radio Théâtre au micro de l'Union des travailleurs du théâtre de Russie et de la société de radio Voix de la Russie (2010).
- Prix national d'acteur russe nommé d'après Andreï Mironov Figaro dans la nomination Pour le service au théâtre de répertoire russe (2016)